# Michael Bossy Trophy
Michael Bossy Trophy je hokejová trofej udělovaná každoročně hokejistovi juniorské ligy Quebec Major Junior Hockey League, který má nejlepší vyhlídky v nadcházejícím vstupním draftu NHL. Trofej je pojmenována po bývalém hokejistovi NHL Miku Bossym.

## Držitelé Michael Bossy Trophy
| Sezóna   | Jméno                | Tým                          | Pozice v draftu | Tým NHL               |
| -------- | -------------------- | ---------------------------- | --------------- | --------------------- |
| 2021–22  | Nathan Gaucher       | Quebec Remparts              | 22.             | Anaheim Ducks         |
| 2020–21  | Zachary Bolduc       | Rimouski Océanic             | 17.             | St. Louis Blues       |
| 2019–20  | Alexis Lafrenière    | Rimouski Océanic             | 1.              | New York Rangers      |
| 2018–19  | Raphaël Lavoie       | Halifax Mooseheads           | 38.             | Edmonton Oilers       |
| 2017–18  | Filip Zadina         | Halifax Mooseheads           | 6.              | Detroit Red Wings     |
| 2016–17  | Nico Hischier        | Halifax Mooseheads           | 1.              | New Jersey Devils     |
| 2015–16  | Pierre-Luc Dubois    | Cape Breton Screaming Eagles | 3.              | Columbus Blue Jackets |
| 2014–15  | Timo Meier           | Halifax Mooseheads           | 9.              | San Jose Sharks       |
| 2013–14  | Nikolaj Ehlers       | Halifax Mooseheads           | 9.              | Winnipeg Jets         |
| 2012–13  | Jonathan Drouin      | Halifax Mooseheads           | 3.              | Tampa Bay Lightning   |
| 2011–12  | Michail Grigorenko   | Québec Remparts              | 12.             | Buffalo Sabres        |
| 2010–11  | Sean Couturier       | Drummondville Voltigeurs     | 8.              | Philadelphia Flyers   |
| 2009–10  | Brandon Gormley      | Moncton Wildcats             | 13.             | Phoenix Coyotes       |
| 2008–09  | Dmitrij Kulikov      | Drummondville Voltigeurs     | 14.             | Florida Panthers      |
| 2007–08  | Michail Stefanovič   | Québec Remparts              | 98.             | Toronto Maple Leafs   |
| 2006–07  | Angelo Esposito      | Québec Remparts              | 20.             | Pittsburgh Penguins   |
| 2005–06  | Derick Brassard      | Drummondville Voltigeurs     | 6.              | Columbus Blue Jackets |
| 2004–05  | Sidney Crosby        | Rimouski Oceanic             | 1.              | Pittsburgh Penguins   |
| 2003–04  | Alexandre Picard     | Lewiston MAINEiacs           | 8.              | Columbus Blue Jackets |
| 2002–03  | Marc-André Fleury    | Cape Breton Screaming Eagles | 1.              | Pittsburgh Penguins   |
| 2001–02  | Pierre-Marc Bouchard | Chicoutimi Saguenéens        | 8.              | Minnesota Wild        |
| 2000–01  | Aleš Hemský          | Hull Olympiques              | 13.             | Edmonton Oilers       |
| 1999–00  | Antoine Vermette     | Victoriaville Tigres         | 55.             | Ottawa Senators       |
| 1998–99  | Maxime Ouellet       | Québec Remparts              | 22.             | Philadelphia Flyers   |
| 1997–98  | Vincent Lecavalier   | Rimouski Océanic             | 1.              | Tampa Bay Lightning   |
| 1996–97  | Roberto Luongo       | Val-d'Or Foreurs             | 4.              | New York Islanders    |
| 1995–96  | Jean-Pierre Dumont   | Val-d'Or Foreurs             | 3.              | New York Islanders    |
| 1994–95  | Martin Biron         | Beauport Harfangs            | 16.             | Buffalo Sabres        |
| 1993–94  | Éric Fichaud         | Chicoutimi Sagueneens        | 16.             | Toronto Maple Leafs   |
| 1992–93] | Alexandre Daigle     | Victoriaville Tigres         | 1.              | Ottawa Senators       |
| 1991–92  | Paul Brousseau       | Hull Olympiques              | 28.             | Quebec Nordiques      |
| 1990–91  | Philippe Boucher     | Granby Bisons                | 13.             | Buffalo Sabres        |
| 1989–90  | Karl Dykhuis         | Hull Olympiques              | 16.             | Chicago Blackhawks    |
| 1988–89  | Patrice Brisebois    | Laval Titan                  | 30.             | Montreal Canadiens    |
| 1987–88  | Daniel Doré          | Drummondville Voltigeurs     | 5.              | Quebec Nordiques      |
| 1986–87  | Pierre Turgeon       | Granby Bisons                | 1.              | Buffalo Sabres        |
| 1985–86  | Jimmy Carson         | Verdun Junior Canadiens      | 2.              | Los Angeles Kings     |
| 1984–85  | José Charbonneau     | Drummondville Voltigeurs     | 12.             | Montreal Canadiens    |
| 1983–84  | Mario Lemieux        | Laval Voisins                | 1.              | Pittsburgh Penguins   |
| 1982–83  | Pat LaFontaine       | Verdun Juniors               | 3.              | New York Islanders    |
| 1982–83  | Sylvain Turgeon      | Hull Olympiques              | 2.              | Hartford Whalers      |
| 1981–82  | Michel Petit         | Sherbrooke Castors           | 11.             | Vancouver Canucks     |
| 1980–81  | Dale Hawerchuk       | Cornwall Royals              | 1.              | Winnipeg Jets         |